# سدمارة
سدمارة أو صاندومير هي بلدة تاريخية تقع في جنوب شرق بولندا،في عام 2017 بلغ عدد سكانها 23،863 نسمة.